# 小行星1513
小行星1513（1513 Matra）是一颗围绕太阳公转的小行星。1940年3月10日，庫林·捷爾吉在布达佩斯发现了此天体。
該小行星以匈牙利的馬特勞山命名。
这颗小行星的绝对星等为27.17238等。